# 未明子
刘司墨，网名未明子、无极玄师，江苏苏州人，中国网络意见领袖。未明子早期作品以哲学入门为主。

## 生平
早年修讀复旦大学哲学系本科，随后研究生就读于上海社会科学院（2015—2018）。毕业后在一家出版传媒公司工作。2020年前后，由于卷入其所在公司的劳务纠纷，刘司墨选择为同事和自己进行维权而离职。
刘司墨否认现时工人斗争的可行性，主张“工益活动”，包括向工人作派饭等活动。
2024年，刘司墨被指控辱骂他人，北京互联网法院审理并判决刘司墨手写书面道歉信赔礼道歉，赔偿受害人损失5100元。